# Marie-Louise Vaessen
Marie-Louise Vaessen (Países Bajos, 19 de marzo de 1928-15 de febrero de 1993) fue una nadadora neerlandesa especializada en pruebas de estilo libre, donde consiguió ser subcampeona olímpica en 1952 en los 4 x 100 metros.

## Carrera deportiva
En las Olimpiadas de Helsinki 1952 ganó la plata en los relevos de 4 x 100 metros estilo libre.
En los Juegos Olímpicos de Londres 1948 ganó la medalla de bronce en los 100 metros estilo libre, con un tiempo de 1:07.6 segundos, y la medalla de bronce también en los relevos de 4 x 100 metros libre, tras Estados Unidos y Dinamarca.